# جورج بشارات
جورج بشارات (ولد عام 1954 في الولايات المتحدة)، هو باحث أكاديمي وأستاذ جامعي أمريكي من اصول فلسطينية، ناشط في مجال حقوق الإنسان وقضايا النزاع العربي-الإسرائيلي.

## حياته
ولد عام 1956 في بلدة توبيكا في ولاية كنساس الأمريكية، لأم أمريكية وأب فلسطيني هو د. موريس بشارات، وهو من عائلة مسيحية من قرية رفيديا التي أصبحت اليوم من أحياء نابلس.
حاصل على بكالوريوس في علم الإنسان في جامعة بيركلي وعلى ماجستير من جامعة جورجتاون في واشنطن، ثم نال شهادة في القانون من كلية هارفارد للحقوق. وفي عام 1987 نال شهادة الدكتوراه في علم الإنسان ودراسات الشرق الأوسط من جامعة هارفارد. عمل مدعيا عاما في مدينة سان فرانسيسكو في الأعوام 1989-1991، وتولى عام 1991 مقعد تدريس الحقوق في كلية هاستنغ للحقوق في جامعة كاليفورنيا.

## القضية الفلسطينية
نشر في العام 1991 كتابه «المحامين الفلسطينيين والقانون الإسرائيلي: القانون والفوضى في الضفة الغربية»، كما عمل مستشارا للمجلس التشريعي الفلسطيني في تطوير النظام القضائي الفلسطيني. وهو عضو في هيئة تحرير مجلة الدراسات الفلسطينية الصادرة باللغة الإنكليزية (بالإنجليزية: Journal of Palestine Studies)‏.
نشرت تعليقاته حول قضايا المنطقة العربية وجوانب الصراع العربي الإسرائيلي القانونية والمتعلقة بحقوق الإنسان وسائل إعلام أمريكية وعالمية مختلفة، وقد ندد فيها بسلوك إسرائيل خلال حربها مع لبنان عام 2006، كما وصف في مقالتين له في صحيفة وول ستريت جورنال ونيويورك تايمز أعمال إسرائيل في حرب غزة عام 2009-2009 بجرائم حرب.
يدافع بشارات في كتاباته عن حق العودة للاجئين الفلسطينيين الذين طردوا أو فروا من ديارهم في عام 1948، ويدعم إمكانية حل الدولة الواحدة في فلسطين، ويعمل على إعداد كتاب يتناول جوانب ذلك الحل القانونية. كما يؤيد بشارات مقاطعة إسرائيل، ويراها «ضرورية ومبررة» بسبب استمرار الاحتلال الإسرائيلي للأراضي الفلسطينية.